# Ascidia alterna
Ascidia alterna is een zakpijpensoort uit de familie van de Ascidiidae. De wetenschappelijke naam van de soort is voor het eerst geldig gepubliceerd in 1991 door het echtpaar Claude en Françoise Monniot.